# Ендрю Вілер
Ендрю Р. Вілер (англ. Andrew R. Wheeler; нар. 23 грудня 1964, Гамільтон, Огайо) — американський юрист, колишній лобіст вугільної промисловості. Виконувач обов'язків адміністратора Агенції з охорони довкілля (з 9 липня 2018 до 20 січня 2021).

## Біографія

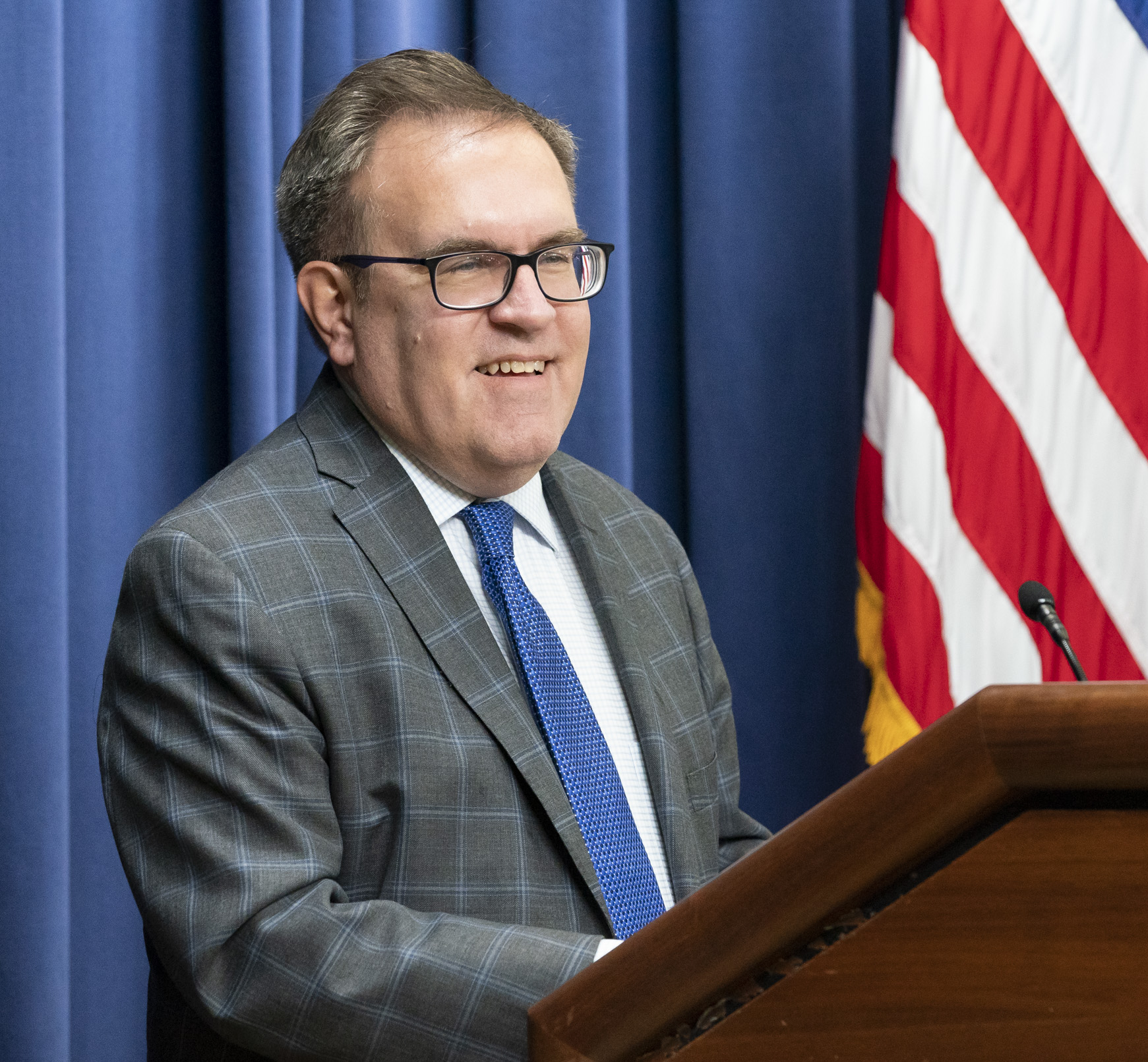
Вілер у вересні 2019 року

Здобув ступінь бакалавра мистецтв з англійської мови та біології в Університеті Кейс Вестерн в Клівленді, штат Огайо (1987). Доктор права (Університет Вашингтона в Сент-Луїсі, 1990). Магістр ділового адміністрування (Університет Джорджа Мейсона, 1998).
З 1991 до 1995 року — спеціальний помічник директора відділу управління інформацією в Агентстві охорони довкілля. З січня 1995 року до січня 1997 року — головний радник сенатора Джима Інхофа. З 1997 року працював директором з персоналу більшості Підкомітету Сенату США з чистого повітря, зміни клімату, водно-болотних угідь та ядерної безпеки; з 2001 до 2003 року обіймав посаду директора з персоналу меншості. З 2003 до 2009 року Вілер був головним радником Комітету Сенату з довкілля й громадських робіт.
З 2009 року працював у юридичній фірмі Faegre Baker Daniels.
У жовтні 2017 року Вілер офіційно висунутий на посаду заступника Адміністратора Агентства з охорони довкілля президентом Дональдом Трампом. Кандидатура була затверджена Сенатом США 12 квітня 2018 року.